# Prosopocera allardi
Prosopocera allardi là một loài bọ cánh cứng trong họ Cerambycidae.